# Сільськогосподарський дрон

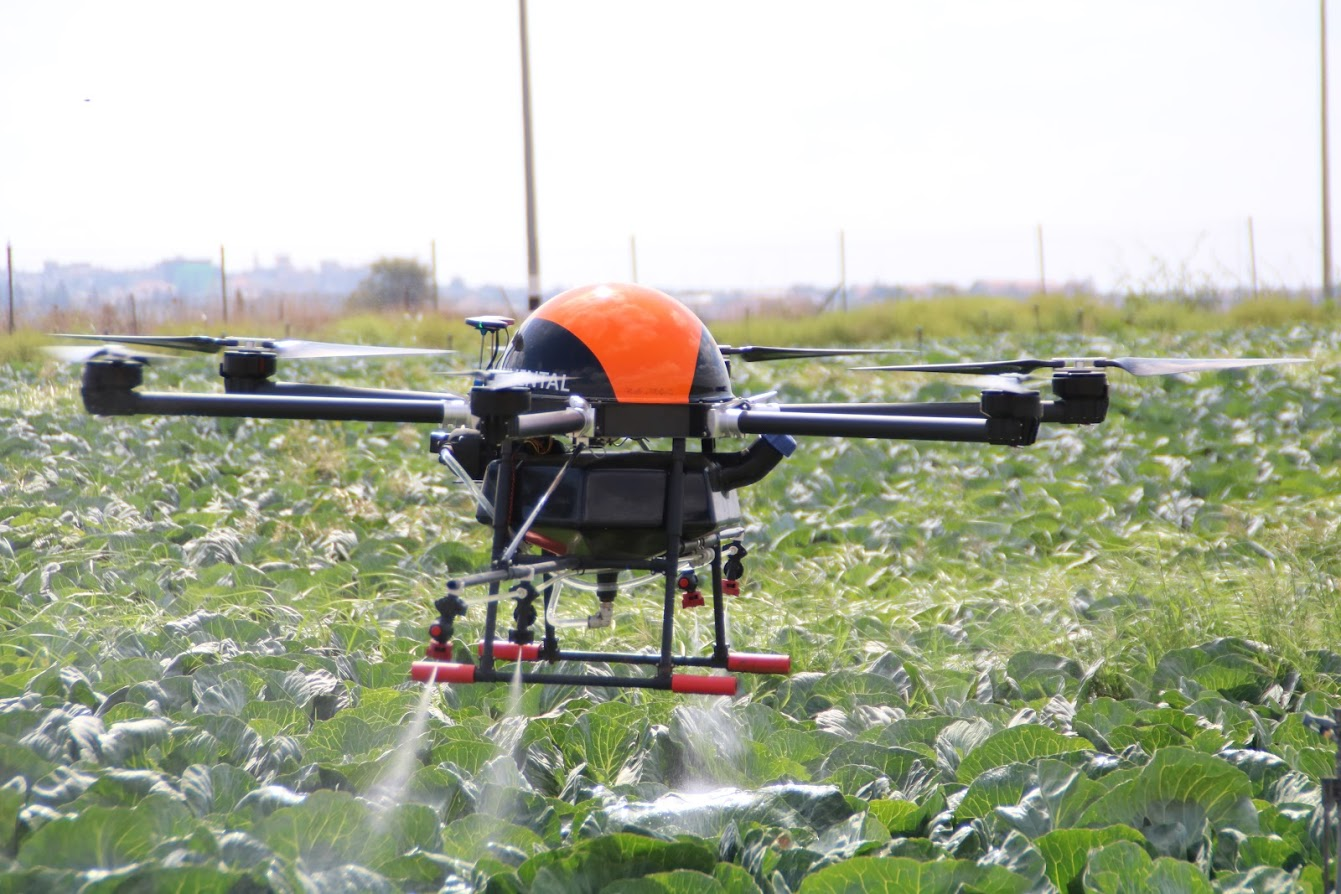
Сільськогосподарський дрон Agridrones, який може перевозити до 25 кг. Сертифіковано Управлінням цивільної авіації Ізраїлю.

Сільськогосподарський дрон або агродрон — безпілотний літальний апарат, різновид сільськогосподарських роботів, який застосовується для ведення сільського господарства.

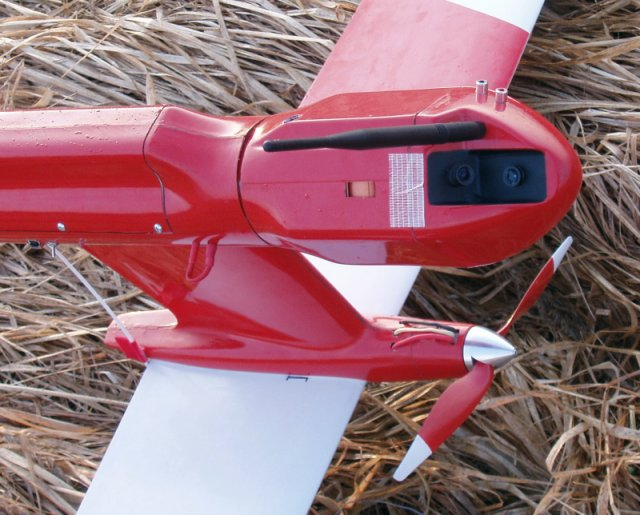
Польський Pteryx UAV — БПЛА для аерофотозйомки в точному рільництві

Сільськогосподарські дрони мають вирішальне значення для детальних аерофотознімків і картографування в точному сільському господарстві.
Оснащені камерами високої роздільної здатності та мультиспектральними й гіперспектральними датчиками, вони дозволяють створювати детальні карти полів, які висвітлюють варіації умов посівів, здоров’я ґрунту та рівнів вологості, допомагаючи фермерам визначити ділянки, які потребують уваги, наприклад ті, які постраждали від нестачі води або шкідників.

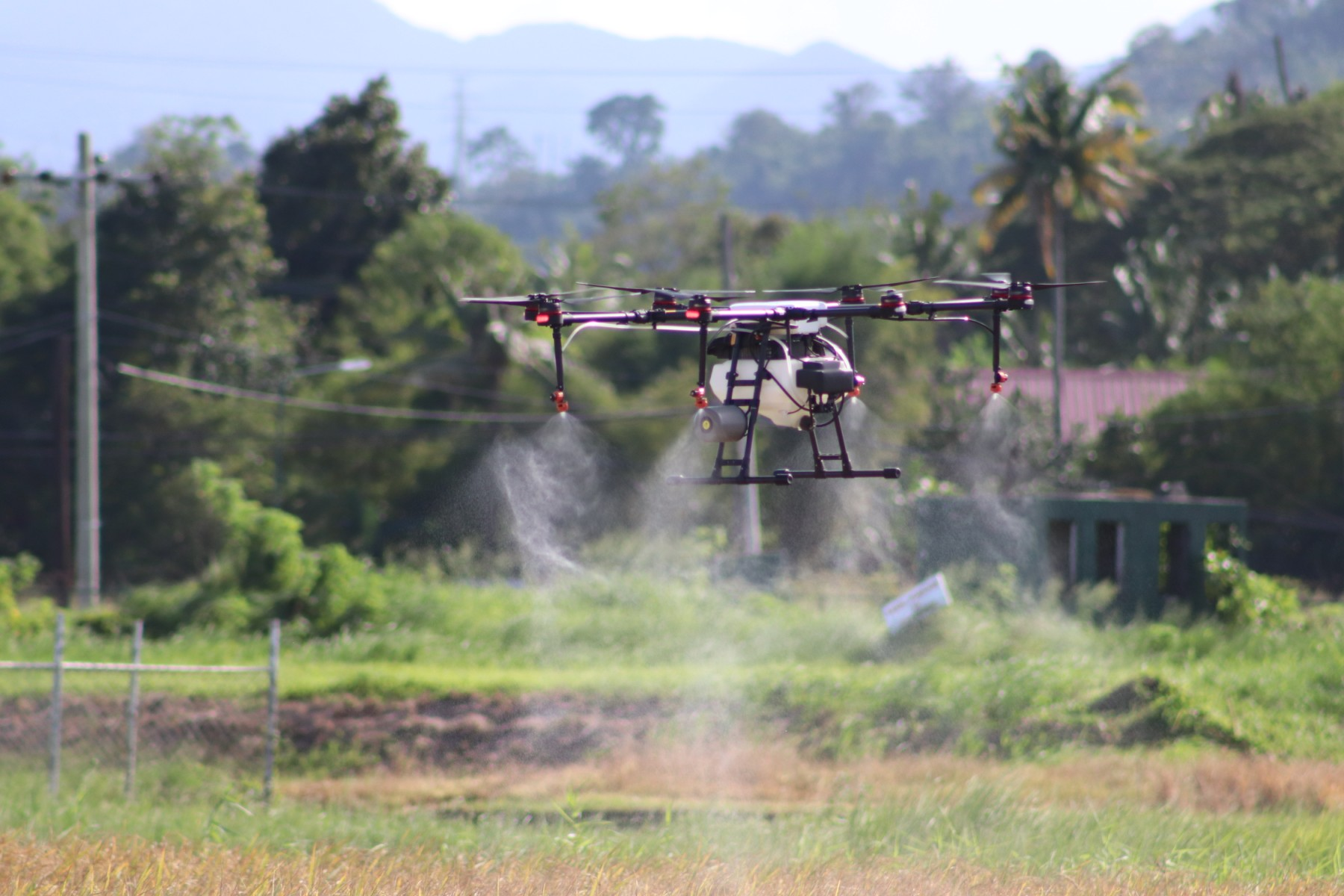
Сільськогосподарський дрон

Фермери отримують кращу фотографію їхніх полів за допомогою датчиків та цифрових зображень. Отримана інформація зазвичай виявляється корисною для поліпшення врожайності та фермерської ефективності.  
Завдяки сільськогосподарським дронам фермери бачать, як виглядають їхні поля згори. З висоти пташиного польоту можна виявити багато проблем, таких як іригація, стан ґрунтів, шкідникові та грибкові зараження. Мультиспектральні зображення показують інфрачервоний спектр, а також спектр видимого світла. Завдяки цій комбінації, фермери мають змогу побачити відмінності між здоровими та нездоровими рослинами, які важко помітити неозброєним оком.  
Крім збору інформації, агродрони використовують для більш ефективного використання засобів захисту, мінімізуючи негативний вплив на агропродукцію і довкілля, а також ущільнення ґрунту важкою технікою, сприяючи збереженню його родючості.  

## Сфери використання
- Моніторинг посівів та картографування: стан рослин, виявлення хвороб, шкідників чи нестачу води.[5][6][7]
- Оцінка та прогнозування врожайності.[6]
- Обприскування.[8][9][10]
- Посів: системи дронів зі штучним інтелектом можуть автоматично висівати насіння в сільському господарстві[11] та в лісництві[12].

## Безпека та етика
Різні компанії можуть випустити свої дрони на неконтрольовані ділянки для вивчення своїх конкурентів для ознайомлення зі станом врожаю та сільськогосподарської продукції. Такий сценарій може ставити під загрозу важливі таємниці компанії. Люди хочуть знати, що вони захищені та перебувають в безпеці, і відповідальність не впаде ні на фермера, ні на інших людей.

## Див.також
- Сільськогосподарський робот
- Агроінженерія
- Точне землеробство
- Інтегрований захист рослин
- Інженерія біологічних систем
- Сільське господарство